# Keunam
Manuel Bohajar (Múrcia, 1989), conegut a Internet com Keunam, és un doblador, imitador i youtuber murcià, conegut per les seves adaptacions dels clàssics de Disney a la parla de la regió de Múrcia.
És graduat en art dramàtic i es dedica usualment al món del doblatge, si bé ho combina treballant també com a promotor d'algunes companyies i en l'àmbit de la informàtica.
S'ha fet popular a la plataforma You Tube amb els seus doblatges de les pel·lícules de la factoria Disney 'a la espanyola', que bàsicament adapta a la parla murciana; a aquestes versions en el seu conjunt les ha anomenat Disney Ibérico, de fet són paròdies d'aquests contes amb notables dosis d'humor, en les quals ell fa el doblatge de tots els personatges. També són coneguts els anomenats 'acudits de la Pepa', on parodia el personatge de Molly Brown (Kathy Bates) de la pel·lícula Titanic. Ha acumulat fins a gairebé 140.000 subscriptors en el seu canal de You Tube, tanmateix, ell mateix ha afirmat que no viu de ser youtuber pels drets d'imatge dels films, a banda de que tampoc és la seva meta professional.
El 2018 va doblar la sèrie SuperDrags de la plataforma Netflix. També ha doblat els videojocs Slap Village (2016) i Snack World (2020).
Ha participat, a més, en el concurs Got Talent España (Telecinco) amb imitacions de diversos cantants coneguts, i a Tu cara no me suena todavía (Antena 3).